# Festival du film de Sundance 2023
Le festival du film de Sundance 2023, 39e édition du festival (39th Sundance Film Festival), organisé par le Sundance Institute, se déroule du 19 au 29 janvier 2023.

## Déroulement et faits marquants
Le film A Thousand and One de A.V. Rockwell remporte le Grand Prix.

## Sélection

### En compétition

#### US Dramatic Competition
- The Accidental Getaway Driver de Sing J. Lee
- All Dirt Roads Taste of Salte de Raven Jackson
- Fair Play de Chloe Domont
- Fancy Dance de Erica Tremblay
- Magazine Dreams de Elijah Bynum
- Mutt de Vuk Lungulov-Klotz
- The Persian Version de Maryam Keshavarz
- Shortcomings de Randall Park
- La Vie rêvée de Miss Fran (Sometimes I Think About Dying) de Rachel Lambert
- The Starling Girl de Laurel Akira Parmet
- Theater Camp de Molly Gordon et Nick Lieberman
- A Thousand and One de A.V. Rockwell

#### US Documentary Competition
- AUM: The Cult at the End of the World de Ben Braun et Chiaki Yanagimoto
- Bad Press de Rebecca Landsberry-Baker et Joe Peeler
- The Disappearance of Shere Hite de Nicole Newnham
- Going to Mars: The Nikki Giovanni Project de Joe Brewster et Michèle Stephenson
- Going Varsity in Mariachi d'Alejandra Vasquez et Sam Osborn
- Joonam de Sierra Urich
- Little Richard: I Am Everything de Lisa Cortés
- Nam June Paik: Moon is the Oldest TV de Amanda Kim
- A Still Small Voice de Luke Lorentzen
- The Stroll de Kristen Lovell et Zackary Drucker
- Victim/Suspect de Nancy Schwartzman

#### World Cinema Dramatic Competition
- Animalia de Sofia Alaoui, prix spécial du jury[2]
- Bad Behaviour d'Alice Englert
- Girl d'Adura Onashile
- Heroico de David Zonana
- Mamacruz de Patricia Ortega
- Mami Wata de C.J. Obasi
- La Pecera de Glorimar Marrero Sánchez
- Scrapper de Charlotte Regan
- Shayda de Noora Niasari
- Slow de Marija Kavtaradze
- Sorcery (Brujería) de Christopher Murray[3]
- When It Melts (Het smelt) de Veerle Baetens

#### World Cinema Documentary Competition
- 20 Days in Mariupol
- 5 Seasons of Revolution
- Against the Tide
- The Eternal Memory
- Fantastic Machine
- Iron Butterflies
- Is There Anybody Out There?
- The Longest Goodbye
- Milisuthando
- Pianoforte
- Smoke Sauna Sisterhood
- Twice Colonized

### Hors compétition

#### Premières
- Cassandro de Roger Ross Williams
- Cat Person de Susanna Fogel
- Deep Rising de Matthieu Rytz
- The Deepest Breath de Laura McGann
- Drift de Anthony Chen
- Earth Mama de Savanah Leaf
- Eileen de William Oldroyd
- Fairyland, écrit et réalisé par Andrew Durham
- Flora and Son de John Carney
- Food and Country de Laura Gabbert
- Invisible Beauty de Bethann Hardison et Frédéric Tcheng
- It's Only Life After All de Alexandria Bombach
- Jamojaya de Justin Chon
- Judy Blume Forever de Davina Pardo et Leah Wolchok
- Landscape with Invisible Hand de Cory Finley
- A Little Prayer de Angus MacLachlan
- Murder in Big Horn de Razelle Benally et Matthew Galkin
- Passages de Ira Sachs
- Past Lives de Celine Song
- PLAN C de Tracy Droz Tragos
- The Pod Generation, écrit et réalisé par Sophie Barthes
- Pretty Baby: Brooke Shields de Lana Wilson
- Radical de Christopher Zalla
- Rotting in the Sun de Sebastián Silva
- Rye Lane de Raine Allen-Miller
- Still: A Michael J. Fox Movie de Davis Guggenheim
- You Hurt My Feelings de Nicole Holofcener

#### Documentary Premieres
- Kokomo City de D. Smith

## Palmarès

### Longs métrages

#### US Dramatic Competition
- Grand Jury Prize : A Thousand and One de A.V. Rockwell
- Audience Award : The Persian Version de Maryam Keshavarz
- Directing Award : Sing J. Lee pour The Accidental Getaway Driver

#### US Documentary Competition
- Grand Jury Prize : Going to Mars: The Nikki Giovanni Project Joe Brewster et Michèle Stephenson
- Audience Award : Beyond Utopia de Madeleine Gavin
- Directing Award : Luke Lorentzen pour A Still Small Voice

#### World Cinema Dramatic Competition
- Grand Jury Prize : Scrapper de Charlotte Regan
- Audience Award : Beyond Utopia de Madeleine Gavin[réf. nécessaire]
- Directing Award : Marija Kavtaradze pour Slow

#### World Cinema Documentary Competition
- Grand Jury Prize : The Eternal Memory de Maite Alberdi
- Audience Award : Shayda de Noora Niasari
- Directing Award : Anna Hints pour Smoke Sauna Sisterhood